# Jours-en-Vaux
Jours-en-Vaux foi uma antiga comuna francesa na região administrativa da Borgonha-Franco-Condado, no departamento de Côte-d'Or. Estendia-se por uma área de 9,2 km². Em 2010 a comuna tinha 263 habitantes (densidade: 28,6 hab./km²).
Em 1 de janeiro de 2016, passou a fazer parte da nova comuna de Val-Mont.